# Thrill of a Romance
Thrill of a Romance (ook bekend als Thrill of a New Romance) is een Amerikaanse romantische musicalfilm uit 1945. De film werd geregisseerd door Richard Thorpe en geschreven door Richard Connell en Gladys Lehman. 
De film was een groot commercieel succes en was de op zeven na best verdienende film van 1945.

## Verhaal
Thrill of a Romance vertelt het verhaal van zweminstructrice Cynthia Glenn uit Los Angeles die na een korte romance de rijke zakenman Bob Delbar huwt. Wanneer Bob tijdens de eerste dag van hun huwelijksreis opgeroepen wordt om naar Washington D.C. te gaan, blijft Cynthia alleen achter in het resorthotel. Daar maakt ze al snel kennis met majoor Tommy Milvaine, een oorlogsheld. Ze lijken verliefd te worden, maar dan komt Bobby plots terug.

## Rolverdeling
| Acteur            | Personage              |
| ----------------- | ---------------------- |
| Van Johnson       | majoor Thomas Milvaine |
| Esther Williams   | Cynthia Glenn          |
| Carleton G. Young | Robert G. Delbar       |
| Frances Gifford   | Maude Bancroft         |
| Henry Travers     | Hobart 'Hobie' Glenn   |
| Spring Byington   | Nona Glenn             |
| Lauritz Melchior  | Nils Knudsen           |
| Jeff Chandler     | zanger                 |